# América Indígena
América Indígena (Abrev. Am. Indig.) fue una revista académica trimestral, fundada en 1941 por el Instituto Indigenista Interamericano. Esta publicación difundía artículos académicos relacionados con el estudio científico de pueblos indios de América, al análisis de sus problemas, procesos y tendencias, y a sus relaciones con las respectivas sociedades nacionales.

## Indexación
La revista está indexada en MIAR (Matriz de Información para el Análisis de Revistas, Universidad de Barcelona) con un ICDS de 6.5 y Latindex.